# Dark fantasy
Dark fantasy (pol. fantasy mroczna) – podgatunek łączący ze sobą fantasy i horror.
Należy zauważyć, iż dzieła zaliczane do tego gatunku są często kwalifikowane jako horror lub fantasy, w zależności od tego, których cech posiadają więcej. W konsekwencji, terminem dark fantasy określa się często dzieła, które można by śmiało zaliczyć do bardzo różnych gatunków.
Prawdopodobnie najbardziej typowymi dziełami z gatunku dark fantasy są utwory H.P. Lovecrafta, które łączą w sobie fantasy i horror (oraz w mniejszym stopniu science fiction) a nie można ich w prosty sposób zakwalifikować do żadnej z tych kategorii.

## Bardziej jako horror
W tym kontekście termin „dark fantasy” oznacza pewien typ horrorów; staje się on jednak szybko własnym, oddzielnym gatunkiem. Różnica między horrorem a dark fantasy jest widoczna, gdyż w tym drugim gatunku, potwory typowe dla horroru (jak wampiry) posiadają pewne cechy, które dodają im „ludzkie oblicze” – jak na przykład podobną do ludzkiej motywację. Anne Rice i jej Kroniki wampirów są chyba najbardziej znanym przykładem tego gatunku, zaś do innych liczących się autorów można zaliczyć między innymi Thomasa Ligottiego i Celię Friedman. Rodzimym przykładem może być cykl powieści o kotołaku Ksinie, autorstwa Konrada T. Lewandowskiego.

## Bardziej jako fantasy
W tym kontekście dark fantasy to opowieści, których akcja skupia się na elementach typowych dla horroru, miejscem akcji są jednak światy magii i miecza lub high fantasy. Mogą, lecz nie muszą być to światy stworzone specjalnie dla konkretnej opowieści. W tym sensie, dark fantasy jest uważany za podgatunek fantasy. Powieści Michaela Moorcocka o Elryku to prawdopodobnie najbardziej znany przykład tego typu dark fantasy. Polskim przykładem może być saga Teatr węży o Krzyczącym w Ciemnościach Agnieszki Hałas.
Innym przykładem fantasy połączonej z horrorem są powieści osadzone w świecie Ravenloft.

## Dark fantasy w innych mediach
Ponieważ dark fantasy nie jest zdefiniowana w przejrzysty sposób, czasami ciężko jest stwierdzić, czy dane dzieło należy do gatunku dark fantasy, czy jest to zwykłe fantasy. Najłatwiej zauważyć to na przykładzie gier fabularnych: mnogość światów określanych jako fantasy można zaliczyć także do dark fantasy. Przykładowo, trzy (niewydawane już obecnie) settingi Dungeons & Dragons są często kwalifikowane do tego gatunku. Są to Ravenloft, Dark Sun i Planescape.
Inne gry fabularne dark fantasy to między innymi Warhammer Fantasy Roleplay (jak utrzymują twórcy jest to „oryginalna gra dark fantasy”; ang. „original dark fantasy game”), setting D20 Midnight, Stormbringer i gra Elric oparta na prozie Michaela Moorcocka. Do gatunku zalicza się także gry związane ze Światem Mroku (wydawnictwa White Wolf).
Polska gra fabularna należąca do tego gatunku to Monastyr.
Świat gry komputerowej typu hack and slash Diablo (oraz w odrobinę mniejszym stopniu jej sequelu, Diablo II) także może być uważany za dark fantasy. W odróżnieniu od „typowego” fantasy, jakim jest na przykład (wydany również przez Blizzard Entertainment) świat Warcraft, Diablo koncentruje się na mrocznych tematach związanych z demonami i horrorem. Także gra American McGee’s Alice może być zakwalifikowana do tego gatunku.
Tylko kilka filmów i seriali można zaliczyć do dark fantasy. Seria Koszmar z ulicy Wiązów i Piątek 13. to przykłady filmów koncentrujących się na horrorowym aspekcie dark fantasy zaś Labirynt fauna i Straż Nocna skupiają się bardziej na aspekcie fantasy. Buffy: Postrach wampirów to z kolei serial, który należy do tego gatunku. Są w nim elementy typowe dla tradycyjnego fantasy (walka na miecze, bitwy o ocalenie świata, potężni czarnoksiężnicy), natomiast należące do high fantasy elfy, krasnoludy i smoki zostały zastąpione przez wampiry, demony i władców piekieł.
Wiele komiksów i mang jest osadzonych w światach dark fantasy. Przykładem jest chociażby wydawnictwo Top Cow oraz manga Berserk.